# Silenci (música)
Silenci és una figura musical que s'utilitza en música per amidar la durada d'una pausa. Cada nota té el seu silenci equivalent, i el valor d'aquest correspon amb la que representa. Es pot considerar que el silenci és una nota que no s'executa o, cosa que és el mateix, absència de so.

## Relació entre les notes i els seus silencis
La relació entre les notes i els seus silencis respectius és la mateixa que correspon a les seves durades temporals. Els tipus de silencis emprats, en similitud amb les figures musicals, són els següents: 
- Silenci de rodona
- silenci de blanca
- silenci de negra
- silenci de corxera
- silenci de semicorxera
- silenci de fusa
- silenci de semifusa

La il·lustració que segueix, representa les figures de silencis musicals emprades en l'actualitat.